# Heinrich Enrique Beck
Ne doit pas être confondu avec le Britannique Harry Beck (1902-1974).
Heinrich Beck, dit Enrique Beck, (Cologne, 12 février 1904-Riehen, 16 septembre 1974) est un traducteur et écrivain allemand, naturalisé suisse.

## Biographie
Heinrich Beck grandit en Allemagne. Juif et engagé politiquement à gauche, il fuit son pays en 1933. Il s'installe en Espagne où il est témoin de la guerre civile espagnole. Il découvre à cette époque l'œuvre de Federico García Lorca qu'il commence à traduire. En 1938, il s'installe en Suisse, à Riehen. Il obtient après guerre les droits exclusifs de traduction en allemand de l’œuvre de Federico García Lorca. En 1959, il acquiert la nationalité suisse. Il meurt en Suisse en 1974.
La qualité et la fidélité de son travail de traduction, dont l'exclusivité a été transmise à la fondation Heinrich Enrique Beck , est depuis critiquée.